# Phytoecia aterrima
Phytoecia aterrima är en skalbaggsart som beskrevs av Stefan von Breuning 1951. Phytoecia aterrima ingår i släktet Phytoecia och familjen långhorningar. Inga underarter finns listade i Catalogue of Life.